# Eudejeania femoralis
Eudejeania femoralis är en tvåvingeart som beskrevs av Charles Howard Curran 1941. Eudejeania femoralis ingår i släktet Eudejeania och familjen parasitflugor.
Artens utbredningsområde är Panama. Inga underarter finns listade i Catalogue of Life.